# Ackerbau

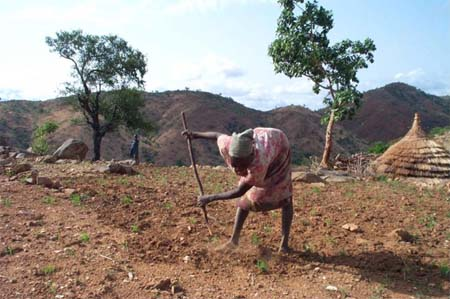
Traditioneller Ackerbau (Feldbau) im Sudan mit dem Grabstock

Unter landwirtschaftlichem Ackerbau versteht man die Produktion von Kulturpflanzen zur Gewinnung von Pflanzenerträgen auf dafür bearbeiteten Äckern.

## Grundlage

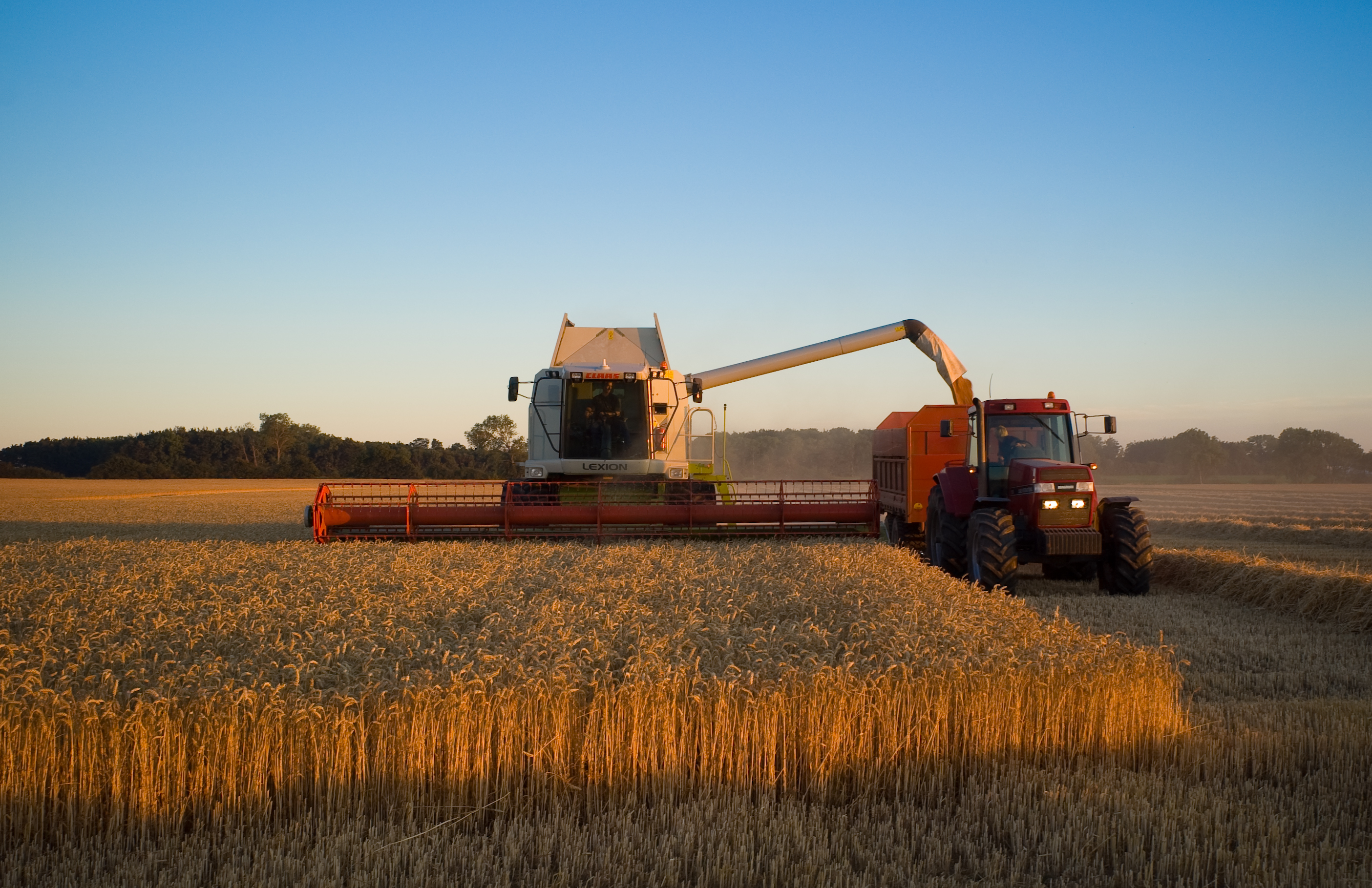
Technikeinsatz in der modernen Landwirtschaft: Mähdrescher bei der Weizenernte

Auf der Grundlage der verwendeten Ackergeräte hat Eduard Hahn zwischen Grabstockbau, Hackbau und dem Pflugbau unterschieden. Die Äcker der heutigen industrialisierten Landwirtschaft sind Abkömmlinge der pflugbearbeiteten Äcker. Durch die Bodenbearbeitung und weitere ackerbauliche Maßnahmen (z. B. Düngung) sollen den Kulturpflanzen optimale Wachstumsbedingungen verschafft werden, sie bezweckt u. a. die Lockerung der Krume, die Eindämmung der auftretenden Unkräuter und die Regulierung des Wasserhaushaltes.
Die ackerbauliche Produktion dient sowohl dem direkten Verbrauch als auch der Vorratshaltung. Zu den ackerbaulich auszuführenden Arbeiten gehören neben der Bodenbearbeitung und Düngung noch Pflegemaßnahmen wie Pflanzenschutz oder Unkrautbekämpfung und die erstrebte Ernte sowie auch die Züchtung der anzubauenden Pflanzen.
Angebaut werden als Lebensmittel dienende Pflanzen wie die verschiedenen Getreidearten, Hülsenfrüchte und Hackfrüchte wie Zuckerrüben oder Kartoffeln.
Darüber hinaus werden eine Reihe von Pflanzen angebaut, die nicht oder nur teilweise als Lebensmittel für den Menschen dienen. Hierzu zählen Genussmittelpflanzen wie der Tabak, Faserlieferanten wie Lein oder Baumwolle, Ölsaaten (z. B. Raps) und Viehfutter wie zum Beispiel Klee.

## Historischer Beginn des Ackerbaus

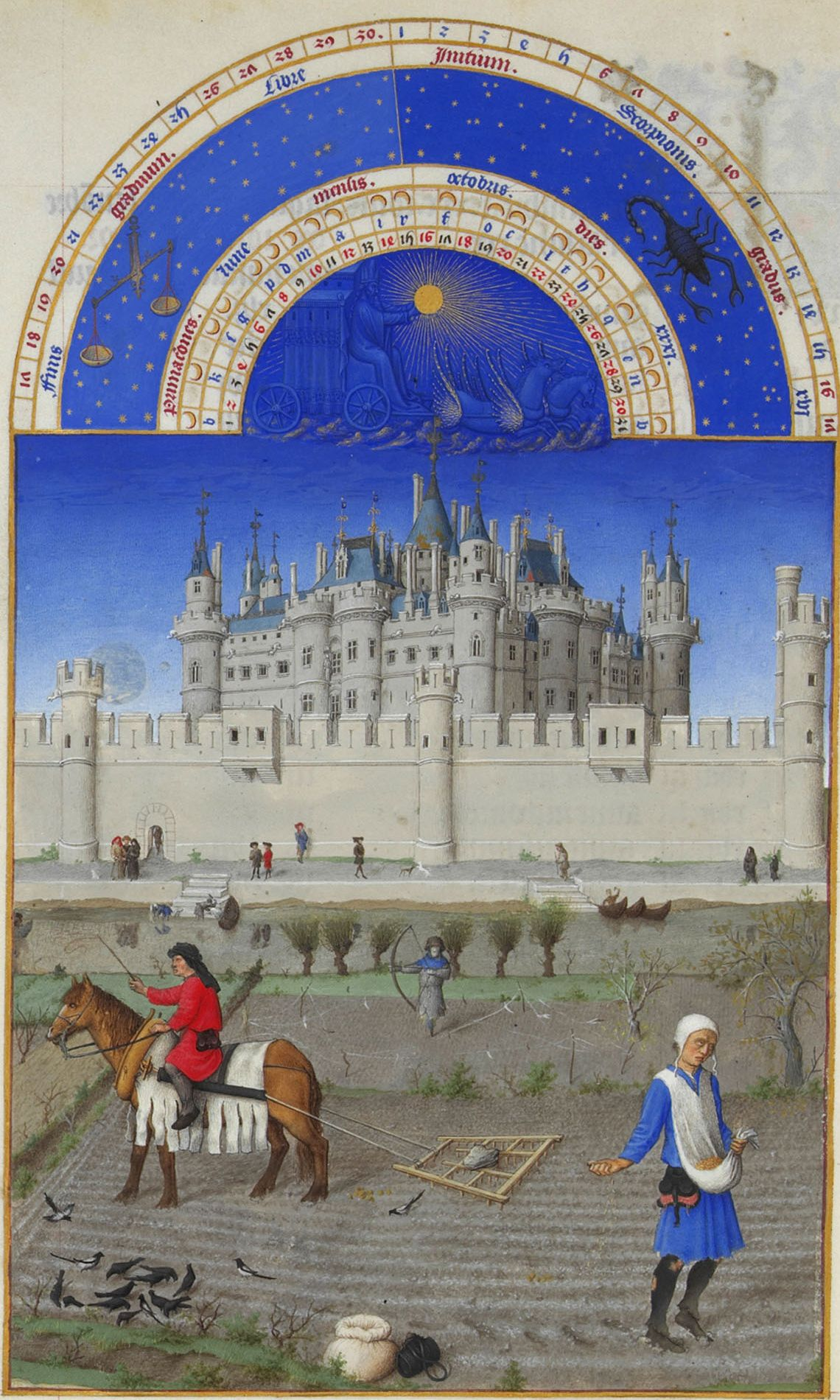
Aussaat und Eineggen der Saatkörner im Mittelalter (Darstellung aus dem Stundenbuch des Herzogs von Berry)

Der Beginn der Jungsteinzeit (Neolithikum) wird zumeist mit dem Beginn des Ackerbaus gleichgesetzt. Voraus ging die Mittelsteinzeit (Mesolithikum), die sich dennoch nicht als Entwicklungsperiode vom Jäger und Sammler zum Ackerbau bezeichnen lässt. Der Ackerbau entstand lokal als Grabstockackerbau in der Levante. Es fanden vor allem primitive Geräte wie Furchenstock und Erntemesser Verwendung. Mit der Verbreitung des Ackerbaus setzte die Rodung von Waldgebieten ein. Mit Erfindung des Pfluges und der begleitenden Nutzung von Joch und Ochse begann der Pflugackerbau, gegebenenfalls zunächst als Schwendbau.
Der Beginn der Jungsteinzeit lässt sich, ähnlich wie der anderer Epochen, nur regional präzise datieren, da er eine kulturelle Entwicklung darstellt. In der Levante war der Zeitpunkt des Beginns des Ackerbaus nach neuesten Erkenntnissen um 11.000 v. Chr. und verbreitete sich bis 9000 v. Chr. im gesamten Fruchtbaren Halbmond. Von dort brachten Bauern ab 7.000 v. Chr. die Landwirtschaft in das von Jägern und Sammlern bewohnte Südeuropa und von dort ins restliche Europa, bis sie schließlich 3000 v. Chr. auch in Nordeuropa weitgehend verbreitet war. Für Mitteleuropa war vor allem die Linearbandkeramische Kultur (zwischen 5700 und 4100 v. Chr.) bedeutsam. In Afrika verbreitete sich im 3. Jahrtausend v. Chr. der Ackerbau auch südlich der Sahara.
In Asien erreichte der Ackerbau im 7. Jahrtausend v. Chr. Pakistan und den Nordwesten Indiens, von dort breitete er sich aber offenbar erst ab dem 4. Jahrtausend v. Chr. weiter auf dem Subkontinent aus. Unabhängig vom Nahen Osten scheint sich die Landwirtschaft in Ostasien entwickelt und ausgebreitet zu haben. 7000 v. Chr. gab es Ackerbau in Nord- und Zentralchina, 2000 Jahre später auch in Südchina und um 3500 v. Chr. auf Taiwan. Um 2000 v. Chr. kam er nach Vietnam, Thailand und Kambodscha, sowie nach Borneo und Sumatra, 500 Jahre später auf andere Inseln Indonesiens. Genetische Forschungen haben gezeigt, dass auch hier die neue Kultur durch Wanderungsbewegungen von Bauern weiterverbreitet wurde. In Japan hielt der Ackerbau erst um 300 v. Chr. Einzug, als sich andere Kulturen bereits in der Kupfer-, Bronze- und Eisenzeit befanden. Technologisch gesehen sind einige Amazonas-Gebiete und Gebiete der Kalahari teilweise heute noch als jungsteinzeitlich einzuordnen.
Die mit dem Aufkommen des Ackerbaus verbundenen technischen und sozialen Entwicklungen werden auch als Neolithische Revolution bezeichnet. Die Bezeichnung wurde 1936 von Vere Gordon Childe geprägt.

## Anbaumethoden

### Dauerfeldbau
Dauerfeldbau bezeichnet in der Landwirtschaft ein Prinzip, in welchem ohne Vegetationsruhe ganzjährig auf demselben Feld angebaut wird. Der Begriff wird vorwiegend für die traditionellen Formen des Ackerbaus („Feldbau“) verwendet.
Die Abgrenzung von modernen (industriellen) und traditionellen Ackerbauformen ist allerdings schwierig. Bisweilen wird die Grenze beim Einsatz motorisierter landwirtschaftlicher Geräte gezogen. Ebenso ist strittig, ob der Dauerfeldbau grundsätzlich noch als traditionelle Wirtschaftsform angesehen werden sollte.
Dauerfeldbau ernährt heute noch bis zu 2,2 Mrd. Menschen in sogenannten Entwicklungsländern.

#### Maßnahmen für die Ertragssteigerung beim Dauerfeldbau
Eine Möglichkeit, die Erträge beim Dauerfeldbau zu steigern, liegt einerseits darin, Fruchtfolgesysteme zu verwenden, welche den Nährstoffgehalt und die Bodenfruchtbarkeit erhalten und Schädlinge bekämpfen. Des Weiteren besteht die Möglichkeit, das Anbaugebiet zu düngen, um höhere Erträge zu erzielen. Mit der Entwicklung von Drillmaschinen war es möglich, die Pflanzen „in Reih' und Glied“ wachsen zu lassen – eine Voraussetzung für die maschinelle Ernte.

#### Dauerfeldbau im Tropischen Regenwald
Im Tropischen Regenwald ist es nicht ratsam, Dauerfeldbau zu betreiben. Auch wenn man in Gunsträumen anbaut, ist damit zu rechnen, dass die Nährstoffe nach und nach abnehmen und somit die Erträge immer weiter sinken. Es ist zwar ausreichend Niederschlag vorhanden, welcher aber aufgrund der großen Poren des Bodens fast immer sofort in tiefere Bodenschichten abfließt. Außerdem enthält der Boden kaum mineralische Nährstoffe, so dass die Pflanzen beim Dauerfeldbau nicht genügend Mineralien bekommen würden. Mit Terra Preta lässt sich auch im tropischen Regenwald Dauerfeldbau betreiben.

#### Etagenanbau
Der Etagenanbau ist ein in Regenwäldern angewandtes Bewirtschaftungssystem, das insbesondere von den indigenen Völkern Südamerikas, Afrikas und Asiens betrieben wird. Zu den wild wachsenden Bäumen werden zusätzlich viele verschiedene Nutzpflanzen angebaut, ohne den Wald in seiner Ursprünglichkeit zu zerstören. Europäische Feldfrüchte werden dabei nicht genutzt, sondern teils einheimische Pflanzen, die sich dem Klima und dem Wald angepasst haben und entsprechend hohe Erträge liefern.
Der Acker wird beim Etagenbau sowohl horizontal als auch vertikal genutzt. So werden sehr hohe Bäume, wie z. B. Paranuss, angepflanzt, die allen darunter angebauten Pflanzen Schatten spenden und sie vor der intensiven Sonne der Tropen schützen. In der mittleren Schicht werden Bananen, Zitrusfrüchte, Mangos und Ähnliches angebaut. In der Strauchschicht lässt sich Gemüse anbauen, und in der Erde wachsen Süßkartoffeln und Yamswurzeln. So wird der Wald in seiner ganzen Höhe genutzt, der Boden ist immer bedeckt, kann nicht austrocknen und wird durch die Durchwurzelung festgehalten; bei starken Regenfällen wird er nicht fortgeschwemmt oder ausgewaschen. Im Etagenanbau kann das ganze Jahr über geerntet werden.

#### Landwirtschaftliche Gunsträume in den Tropen
- Schwemmland, hoher Nährstoffgehalt (Ganges, Amazonas)
- vulkanische Gebiete (Philippinen, Java)

Grundlage für die Fruchtbarkeit der Ausnahmegebiete ist das Angebot an Nährstoffen bzw. an Tonmineralen mit hoher Kationenaustauschkapazität, sogenannter Dreischichttonmineralien.
Landwirtschaftliche Gunsträume befinden sich an Stellen mit relativ mäßigem Klima, also z. B. in etwas höher gelegenen Orten, da dort nicht so hohe Temperaturen herrschen wie auf Meereshöhe. Außerdem ist fruchtbarer Boden wichtig, der einen hohen Nährstoffgehalt und geringes Porenvolumen aufweist. Diese Beschaffenheit liefert den Pflanzen Nährstoffe und verhindert, dass das Wasser allzu schnell versickert. Ebenfalls benötigt wird ausreichender Niederschlag. Allerdings darf dieser auch wiederum nicht zu hoch sein, da die Pflanzen sonst „überwässert“ werden.

### Ecofarming
Das Ecofarming ist eine Anbaumethode, welche das Ziel verfolgt, mit möglichst wenig Fremdmitteleinsatz einen möglichst hohen Ernteertrag zu erreichen. Dieses wird z. B. dadurch erreicht, dass eine Anbaustruktur verwendet wird, die dem Stockwerkaufbau des tropischen Regenwaldes ähnelt und somit dem Boden möglichst wenig Nährstoffe entzieht. Beim Ecofarming werden Hänge terrassiert und Erosionsschutzgräben angelegt. Die Terrassenkanten werden mit Bäumen bepflanzt. Weitere Bäume und Sträucher werden zur Gewinnung von Obst, Bau- und Brennholz, Futter und Mulch für den Humusaufbau gepflanzt. Es erfolgt eine intensive Gründüngung. Die Viehhaltung wird von der Weide in den Stall verlagert. Ein ähnliches Konzept verfolgt die Permakultur.
- Das Ziel des Ecofarmings liegt darin, den Boden nachhaltig und schonend zu nutzen und dessen Fruchtbarkeit zu erhalten. Bei Dauerfeldbau ist dies nicht gegeben, da dort die Nährstoffe des Bodens vollständig verbraucht werden.
- Die Vorteile des Ecofarmings liegen darin, dass der Boden geschont und auf lange Zeit verwendet werden kann. Dadurch soll sich (nach WERLE) die soziale und ökonomische Situation der Kleinbauern verbessern, weil nur ein minimaler Kapitaleinsatz notwendig ist und die Ernteerträge außerdem stabil bleiben.
- Auch Dreifelderwirtschaft gehört zum Ecofarming, es werden immer zwei von drei Feldern bewirtschaftet und das andere liegt 2–3 Jahre brach.

Im Vergleich zum Ecofarming existiert bei der Monokultur kein Bodenschutz, sodass Regen und Sonne mit voller Kraft auf den Boden treffen. Der Boden wird durch Regen ausgewaschen und durch Sonne ausgetrocknet. Die Pflanzen entziehen ihm alle Nährstoffe, sodass der Boden nach wenigen Jahren nicht mehr zu gebrauchen ist. Beim Ecofarming hingegen nutzt man die Vorteile des Primärwaldes, welche z. B. in der Eigendüngung des Bodens durch vielfältige Lebensformen im Boden sowie Laubabwurf durch Bäume und Sträucher liegt. Des Weiteren wird der Regen abgebremst und trifft nicht mehr mit voller Wucht auf den Boden. Dies verhindert die Abschwemmung, also Erosion der dünnen nährstoffhaltigen Schicht. Gleiches gilt für die Sonne, welche hier ebenfalls von der Austrocknung des Bodens abgehalten wird. 

### Bewässerungsfeldwirtschaft
Bei der Bewässerungsfeldwirtschaft erfolgt der Anbau mit Hilfe von künstlicher Bewässerung, wenn die natürlichen Niederschläge nicht ausreichen. Schon in den frühen Hochkulturen wurde dies beispielsweise über Bewässerungskanäle umgesetzt.
Moderne Verfahren sind unter anderem die Beregnung, Tröpfchenbewässerung oder die Unterflurbewässerung. Mehr als 40 Prozent der weltweit produzierten Lebensmittel werden unter Einsatz künstlicher Bewässerung erzeugt, wofür etwa 70 Prozent des weltweit verbrauchten Süßwassers verwendet wird. Dies kann in sehr trockenen oder sehr stark landwirtschaftlich genutzten Gebieten zu Problemen mit Wasserknappheit und Bodenversalzung führen.

### Regenfeldbau
In Gegenden, in denen Regenfeldbau möglich ist und praktiziert wird, ist der Jahresniederschlag größer als die Verdunstung, was einen Pflanzenanbau ohne zusätzliche künstliche Bewässerung ermöglicht. Regenfeldbau ist zum Beispiel in den Klimazonen der Trockensavanne, der Dornstrauchsavanne und der Subtropen (bspw. in Portugal im Alentejo) zu finden. Diese Anbaumethode wurde bereits von den Römern praktiziert und im gesamten Mittelmeerraum verbreitet. Ein Jahresniederschlag < 400 mm reicht in der Regel nicht für den Anbau von Getreide. Daher werden im Feld zunächst Furchen gezogen, in denen sich das Wasser sammelt. Nach dem Regen werden die Felder gepflügt, um die Verdunstung zu verringern. Durch mehrmaliges Wiederholen kann über 2 Jahre der Boden Wasser ansammeln. Im dritten Jahr wird dann kurz vor der Regenzeit das Getreide ausgesät. Der Boden enthält jetzt genügend Feuchtigkeit für die Reifung des Getreides. Der Regenfeldbau geht wegen der zweijährigen Brache mit einem hohen Flächenverbrauch einher, kommt aber ohne zusätzliche Bewässerung aus.